# Arsène Wenger
Arsène Wenger (Strasbourg, Francuska, 22. listopada 1949.) je bivši trener Arsenala. U Arsenalu je postao klupski najuspješniji menadžer - računajući trofeje, vrijeme provedeno u klubu i odigrane utakmice (1996. – 2018.).
Wenger je jedini nebritanski menadžer koji je osvojio The Double (FA Premier Liga i FA kup) u Engleskoj (1998. i 2002.). Godine 2004. postao je jedini menadžer u povijesti Premier lige koji je prošao čitavu sezonu neporažen. U sezoni 2003./04. u 38 utakmica imao je 26 pobjeda, 12 neriješenih rezultata,te niti jedan poraz! Zbog toga je dobio status jednog od najboljih francuskih menadžera u povijesti.
Diplomirao je inženjerstvo na Strasbourškom sveučilištu te magistrirao ekonomiju. Tečno govori francuski, njemački i engleski, a ponešto i talijanski, španjolski te japanski jezik.
Wengerova igračka karijera nije bila uspješna. Počeo je kao obrambeni igrač za razne amaterske klubove dok je istovremeno studirao (Robert Schuman University) za magisterij ekonomije u 1974. g.

## Profesionalna trenerska karijera
Profesionalnim nogometom počeo se baviti 1978., za FC Strasbourg protiv Monaca. Tri puta je zaigrao za klub, Strasbourg je osvojio francusku ligu 1979. U 1981. je dobio diplomu menadžera pa je imenovan trenerom mlade momčadi.
Nakon neuspješnog početka u klubu Nancy, Wengerova je menadžerska karijera krenula uzbrdo kada je postao menadžer Monaca u 1987. Osvojio je ligu 1988. i francuski kup 1991., a u klub je doveo igrače poput Hoddlea, Weaha i Klinsmanna. Odbio je FC Bayern München i vodstvo francuske reprezentacije zbog odanosti Monacu, da bi nakon lošeg starta u sljedećoj sezoni bio otpušten. Na 18 mjeseci je otišao u japanski klub Nagoya Grampus Eight, s kojim je osvojio prestižni 'Carski kup'. Također je dignuo klub s predzadnjeg mjesta među prva tri na ljestvici japanske lige.

## Wenger u Arsenalu
U međuvremenu je postao prijateljem glavnog predsjednika Arsenala, Davidom Deinom. Upoznali su se na utakmici Arsenala i Queens Park Rangersa 1988., na kojoj je Wenger prisustvovao. Nakon odlaska Brucea Riocha u kolovozu 1996., dosta se špekuliralo u engleskim medijima da bi Wenger mogao preuzeti njegovo mjesto. Gérard Houllier, tadašnji tehnički direktor Francuske nogometne federacije, je preporučio Wengera Davidu Deinu u ljeto 1996. Klub je potvrdio imenovanje 28. rujna 1996., službeno je Wenger preuzeo Arsenal 1. listopada. Arsene Wenger je prvi menadžer kluba izvan Velike Britanije i Irske. Iako je bio kandidat za potencijalnog tehničkog direktora FA-a, Wenger je bio relativno nepoznat u Engleskoj.
Čak i prije nego što je formalno preuzeo kontrolu nad momčadi, Wenger ju je počeo oblikovati po svojoj želji. Zatražio je da klub dovede nove igrače. Patrick Vieira i Rémi Garde. Njegova prva utakmica za Arsenal je bila pobjeda nad klubom Blackburn Rovers, 2:0, 12.10.1996. U prvoj sezoni, Arsenal je završio treći na ljestvici, a li se nisu plasirali za kvalifikacije za Ligu prvaka zbog gol-razlike.
U drugoj sezoni (1997. – 1998.), Arsenal je osvojio i Premier ligu i FA kup, drugi 'Double' u povijesti kluba. Ključ uspjeha bila su četvorka – Tony Adams, Nigel Winterburn, Lee Dixon i Martin Keown, kao i Wengerovi novi igrači Vieira, Emmanuel Petit, Marc Overmars i mladi Nicolas Anelka u napadu s Dennisom Bergkampom.
Sljedećih nekoliko sezona su bile poprilično puste, iako je Arsenal bio jako blizu pobjedi. U 1999. izgubili su Premier ligu, Manchester United je imao samo jedan bod više, a Manchester United je također izbacio Arsenal iz polufinala FA kupa (u sudačkoj nadoknadi). Izgubili su i Kup UEFA finale od Galatasaraya (jedanaesterci) i 2001. FA kup finale od Liverpoola 2:1. Wenger je odlučio dovesti nove igrače. Uz kontroverzni transfer iz Tottenhama, Sola Campbella, doveo je i Fredrika Ljungberga, Thierrya Henryja i Pirèsa. Novim je igračima trebalo dosta vremena da se naviknu, ali su osigurali treći 'Double' u 2001. – 2002. Najljepši trenutak sezone je bila utakmica protiv Manchester Uniteda: Sylvain Wiltord je zabio jedini pogodak, kojim je Arsenal osvojio prvenstvo.
Sezonu 2003. – 2004. su osvojili bez ijedne izgubljene utakmice. Godinu dana ranije, Wenger je izjavio da je moguće da Arsenal prođe sezonu neporažen.
S još jednim osvojenim FA kupom 2005., Arsenal je osvojio Premier ligu tri puta, pet puta FA kup, jedan put Capital One Cup, četiri puta Community Shield te 2 puta Emirates Cup pod Wengerovim vodstvom, čineći ga najuspješnijim klupskim menadžerom. Međutim, još jedno prvenstvo ga izbjegava u širokom luku – UEFA Liga prvaka. Najviše što su postigli na tom natjecanju je bilo finale 2006. (prvo u povijesti kluba), koje su izgubili 2:1 od Barcelone. U toj utakmici je Arsenal poveo pogotkom Sola Campbella, no Jens Lehmann je učinio prekršaj nad napadačem Barcelone, te je dobio crveni karton. Time je Arsenal ostao bez ponajboljeg igrača, te je izgubio utakmicu i ostao bez Lige prvaka. 
U listopadu 2004., potpisao je produljenje ugovora koje će ga držati u klubu do kraja 2007. – 2008. sezone. Potpredsjednik Arsenala David Dein je izjavio da Wenger ima 'posao za cijeli život' u klubu, i namjerava mu ponuditi ulogu u Arsenalovom odboru jednom kada odluči odstupiti od mjesta menadžera.
Na dobrom glasu je i Wengerov talent da pronađe i razvije mlade talente u Europi, a u zadnje vrijeme i Africi. Dok je bio u Monacu, doveo je Weaha iz Afrike koji je kasnije postao FIFA-in igrač godine. Za vrijeme boravka u Arsenalu, doveo je relativno nepoznate igrače poput Anelke, Fàbregasa, Touréa, van Perisa, Ebouea i Djouroua, te ih pretvorio u igrače vrhunske klase.
Uveo je nove režime treninga i dijeta, riješio je probleme pijanstva i loše hrane. Također je sudjelovao u dizajniranju novog stadiona i premještanju na novi teren za treninge u Londonskom predgrađu.Napustio je Arsenal F.C. 2018. godine i zadnja utakmica koju je trenirao je bila protiv Burnleya.

## Wenger i navijači
Wenger uživa u popularnosti među navijačima. Slavni stih, mnogo puta otpjevan – 'Arsène Knows' (Arsène zna). Da pokažu svoju vjernost i zahvalnost francuskom menadžeru, odabrali su i 'Wengerov dan', u slavlju odlaska s povijesnog Highburya. Wengerov dan je održan 22. listopada 2005, na njegov 56. rođendan, protiv Manchester Cityja.
U listopadu 2011. godine je obilježio i 15. obljetnicu u Arsenalu.

## Wenger iThierry Henry
Arsene Wenger je poznavao Thierrya Henryja još iz AS Monaca, te je znao da će jednoga dana postati igrač svjetske klase. Često puta ga je stavljao u prvih 11 pored Klinsmanna i Weaha, što je bilo dosta čudno, jer je Thierry tada imao samo 17 godina. Arsene Wenger je izgubio svoj posao u Monacu 1994., dok je Thierry
ostao u Monacu do 1999. godine. Osvojio je Svjetsko prvenstvo s Francuskom 1998. godine. Godine 1999. Thierry Henry je igrao u Juventusu, nije baš bio u formi. Igrao je
lijevog napadača, ili na engleskom wingera, no nije bio solidan u Juventusu, te su mu navijači Juventusa često puta zviždali. Osjećao se neugodno u Italiji. No,spasio ga je Arsene Wenger, te ga je doveo u Arsenal za 11 milijuna eura, što se Arsenalovim navijačima nije svidjelo. Ubrzo nakon toga Arsenal je zbog Thierry Henrya osvojio mnoge trofeje, uključujući Premier Ligu 2003./04. bez poraza. Thierry je bio kapetan Arsenala 2005. nakon odlaska Patricka Vieire u Juventus. U sezoni 2005./06. doveo je Arsenal u finale Lige prvaka pogotkom protiv Real Madrida na Santiago Bernabeu u 46. minuti. Od 1999. do 2007. Thierry je postao najbolji napadač Arsenala, te je zabio najviše golova u povijesti za Arsenal, čak 228 u samo 352 utakmice. Arsene i Thierry bili su kao otac i sin u Arsenalu.
Arsene je od njega napravio jednog od najboljih igrača u povijesti Premier Lige. Thierry Henry je bio noćna mora Manchester Uniteda,Blackburn Roversa, Chelsea, te Manchester Cityja i ostalih engleskih klubova. Godine 2007. Henry je prešao u Barcelonu za 16 milijuna eura, te je ostvario svoj san, osvojio Ligu prvaka s Barcelonom. |Arsene je htio da se to dogodi u Arsenalu. No, nakon prelaska Henryja u Barcelonu Arsene nije uspio osvajati trofeje kao što je to radio u tandemu s Thierryem. Wenger nije 9 godina
osvojio trofej, tek je 2014.osvojio FA Kup. U sezoni 2011./12. Arsenal je bio u kritičnom stanju izgubivši 8-2 od Manchester Uniteda. Arsene je skoro dobio otkaz, no Henry to nije mogao dopustiti te se vratio u Arsenal i razgovarao s ostalim direktorima Arsenala. Arsene je doveo Thierrya na posudbu iz New York Red Bulls-a. Henry je dobio šansu, protiv Leeds Uniteda. Onda se dogodio zlatan trenutak ili Golden Moment 2012. godine u kojem je Henry zabio pogodak protiv Leedsa, te je za vrijeme proslave gola zagrlio Arsenea Wengera te mu šapnuo na uho: "Ti si mene spasio, i ja ću tebe!"

## Vanjske povezice
- Arsenal F.C. - Službene stranice
- Klub navijača Arsenala "Arsenal Hrvatska" - Službene stranice
- Barclays Premier League - Službene stranice